# Kaldip Singh Brar
Kuldip Singh Brar, o Kaldip Singh Brar, conocido como K. S. Brar (nacido en 1934) es un general del ejército de India retirado. Nació en una familia Sij, descendiente del clan Brar. Su padre luchó en la Segunda Guerra Mundial. Brar estuvo involucrado es la guerra indo-pakistaní de 1971. Es conocido por su participación en la operación Blue Star de 1984, en la que el ejército de India asaltó al Templo Dorado o Harmandir Sahib de los Sijs en Amritsar, India, para arrestar o eliminar a Jarnail Singh Bhindranwale, líder de una facción separatista Sij. Después de la operación "Blue Star", Brar ha sido blanco de varios atentados contra su vida, siendo el más reciente en Lóndres, Inglaterra el 30 de septiembre de 2012.

## Operación Blue Star
El líder sij Jarnail Singh Bhindranwale y sus seguidores se refugiaron en el templo durante su intentona independentista. La primera ministra Indira Gandhi ordenó la operación Blue Star (Estrella Azul) para arrestar a Bhindranwale y destruir sus fuerzas. Entre los días 3 y 6 de junio de 1984, el Ejército de la India asaltó el interior del Templo Dorado. Ll general Kaldip Singh Brar, de la 9.ª división de infantería, dirigió la operación. Murieron muchos de los seguidores de Bhindranwale, algunos soldados del gobierno y muchos visitantes religiosos a los que se les prohibió abandonar el templo una vez que comenzaron los intensos tiroteos. Un recuento oficial declaró que murieron 83 soldados y 492 civiles. Muchos sijs consideraron el ataque como una profanación a su sitio más sagrado. Indira Gandhi fue asesinada por dos de sus guardaespaldas (ambos sijs) el 31 de octubre de 1984.
- Datos: Q6442890